# Chaetocauda sichuanensis
Chaetocauda · Lérotin du Sichuan
Genre
Espèce
Statut de conservation UICN

 DD  : Données insuffisantes
Chaetocauda sichuanensis, le Lérotin du Sichuan, unique représentant du genre Chaetocauda, est une espèce de rongeurs de la sous-famille des Leithiinae (famille des Gliridae).

## Répartition
Cette espèce est endémique de la province du Sichuan en Chine.

## Dénominations
Ce taxon porte en français le nom vernaculaire ou normalisé suivant : Lérotin du Sichuan.

## Systématique
Le nom valide complet (avec auteur) de ce taxon est Chaetocauda sichuanensis Wang (d), 1985,.
Chaetocauda sichuanensis a pour synonyme :
- Dryomys sichuanensis (Wang, 1985)

### Étymologie
Son épithète spécifique, composée de sichuan et du suffixe latin -ensis, « qui vit dans, qui habite », fait référence à sa localité type, la réserve naturelle de Wang-lang dans le Nord de la province du Sichuan. 

### Publication originale
- (zh + en) Wang Youzhi, « [A new genus and species of Gliridae - Chaetocauda sichuanensis gen. et sp. nov] », Acta Theriologica Sinica, Chine, vol. 5, no 1,‎ février 1985, p. 67-75 (ISSN 1000-1050, lire en ligne, consulté le 27 avril 2025).